# Nancy Grace
Nancy Ann Grace, född 23 oktober 1959 i Macon, Georgia, är en amerikansk programledare, journalist och före detta åklagare. Hon är mest känd för att hon kommenterar rättegångar och för sina frispråkiga uttalanden om åtalades skuld eller oskuld. Hon är programledare för TV-serien Nancy Grace där hon diskuterar de senaste kändisnyheterna och andra aktuella ämnen; serien sänds på HLN. Hon var 1996–2007 programledare för kanalen Court TV:s program Closing Arguments. Hon har även skrivit boken Objection!: How High-Priced Defense Attorneys, Celebrity Defendants, and a 24/7 Media Have Hijacked Our Criminal Justice System.
Grace har arbetat som åklagare vid Atlanta-Fulton County distriktet. 